# Оливине
Оли́вине — вузловий пасажирський залізничний зупинний пункт Куп'янської дирекції Південної залізниці.
Розташований на південному сході міста Куп'янськ (поруч приватний сектор із вулицею Оливине), Куп'янський район, Харківської області на лініях Тополі — Куп'янськ-Вузловий та Оливине — Огірцеве між станціями Куп'янськ-Сортувальний (3 км), Заоскілля (4 км) та Куп'янськ-Південний (4 км).
Станом на травень 2019 року щодоби чотирнадцять пар приміських електропоїздів здійснюють перевезення за маршрутом Куп'янськ-Південний/Тополі/Вовчанськ/Гракове — Куп'янськ-Вузловий/Куп'янськ-Південний/Харків-Пасажирський.